# Johann Joachim Quantz

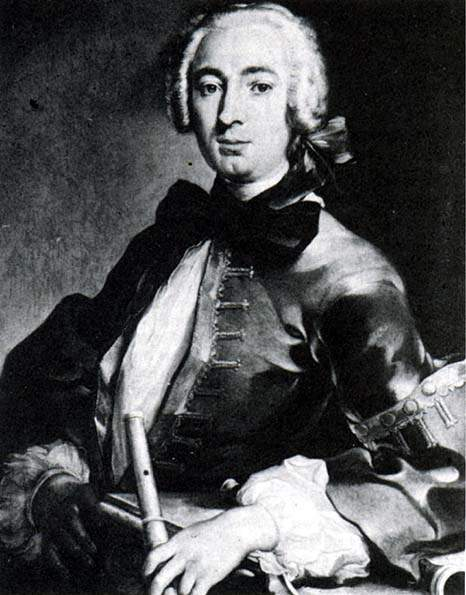
Johann Joachim Quantz

Johann Joachim Quantz, född 1697 i Scheden, död 1773 i Potsdam, var tysk tonsättare och flöjtvirtuos, som författade en viktig lärobok för traversflöjtspel, Versuch einer Anweisung die Flöte traversière zu spielen, och gjorde mekaniska förbättringar av instrumentet. 
Han verkade även i många år som lärare för den flöjtspelande och komponerande kung Fredrik den store av Preussen och som musikalisk ledare och tonsättare för den kungliga kammarmusiken.
Quantz egna verk, på gränsen mellan senbarock och galant stil, omfattar cirka 300 flöjtkonserter, 200 sonater, triosonater, med flera.

## Biografi
Johann Joachim Quantz föddes 1697 i Scheden; hans far var hovsmed i Hannover. Quantz fick sin första musikundervisning av sin morbror som var stadsmusiker i Merseburg. 1713 anställdes Quantz som oboist vid Polska kapellet i Warszawa. Han studerade kontrapunkt 1724 hos Gasparini i Rom. Quantz gjorde några viktiga framsteg på flöjten i Paris 1726, vilket gjorde det till hans favoritinstrument. Han antogs sedan som musiklärare till kronprinsen Fredrik II av Preussen. 1734 gav han ut sina första flöjtsonater och började efter några år att tillverka egna flöjter, vilket gjorde att han fick en god inkomst (100 dukater för varje flöjt). Quantz anställdes 1741 i konung Fredrik II:s tjänst med 2000 daler i årlig lön. Han skulle då dagligen tjänstgöra vid konungens kammarkonserter och tillsammans med sina elever framföra duetter. 1751 gav ut den första tyska flöjtskolan Versuch einer Anweisung die Flöte spielen, som fick stor spridning och översattes till flera språk. Han uppfann samma år ett sätt att förkorta eller förlänga instrumentet genom att dra ut munstycket, vilket i viss mån gjorde att man kunde reglera tonhöjden. Quantz avled 1773 i Potsdam där hans elever lät uppförde ett stort monument på hans grav.
Quantz komponerade 299 flöjtkonserter, vara flera för två flöjter, 200 flöjtsolon till kung Fredrik II av Preussen, andliga sånger, med mera.

## Utmärkelser
Asteroiden 9911 Quantz är uppkallad efter honom.

## Lista över kompositioner
Observera att det kan förekomma fel i informationen.

### Flöjtsonater
- QV 1: 1 - flöjtsonat nr 360 i C dur
- QV 1: 2 - flöjtsonat nr 284 i C dur
- QV 1: 3 - flöjtsonat nr 346 i C dur
- QV 1: 4 - flöjtsonat nr 241 i C dur
- QV 1: 5a - flöjtsonat nr 91 i C dur
- QV 1: 5b - flöjtsonat XVII i C dur
- QV 1: 6 - flöjtsonat nr 226 i C dur
- QV 1: 7 - sats ur flöjtsonat i C dur
- QV 1: 8 - flöjtsonat nr 312 i C dur
- QV 1: 9 - flöjtsonat nr 95 i C dur
- QV 1: 10 - flöjtsonat nr 332 i C dur
- QV 1: 11 - flöjtsonat nr 319 i C dur
- QV 1: 12 - flöjtsonat nr 268 i C dur
- QV 1: 13 - flöjtsonat nr 298 i C dur
- QV 1: 14 - flöjtsonat nr 305 i C moll
- QV 1: 15 - flöjtsonat III i C moll
- QV 1: 16 - flöjtsonat i C moll, Op. 1 nr 3
- QV 1: 17 - flöjtsonat X i C moll
- QV 1: 18 - flöjtsonat nr 276 i C moll
- QV 1: 19 - flöjtsonat nr 339 i C moll
- QV 1: 20 - flöjtsonat nr 353 i C moll
- QV 1: 21 - flöjtsonat nr 291 i C moll
- QV 1: 22 - flöjtsonat nr 325 i C moll
- QV 1: 23 - flöjtsonat nr 250 i C moll
- QV 1: 24 - flöjtsonat XII i D dur
- QV 1: 25 - flöjtsonat i D dur
- QV 1: 26 - flöjtsonat nr 292 i D dur
- QV 1: 27 - flöjtsonat nr 242 i D dur
- QV 1: 28 - flöjtsonat nr 251 i D dur
- QV 1: 29 - flöjtsonat nr 299 i D dur
- QV 1: 30 - flöjtsonat nr 313 i D dur
- QV 1: 31 - flöjtsonat nr 354 i D dur
- QV 1: 32 - flöjtsonat nr 269 i D dur
- QV 1: 33 - flöjtsonat nr 219 i D dur
- QV 1: 34 - flöjtsonat nr 333 i D dur
- QV 1: 35 - flöjtsonat nr 247 i D dur
- QV 1: 36 - flöjtsonat nr 340 i D dur
- QV 1: 37a - flöjtsonat IV i D dur
- QV 1: 37b - flöjtsonat nr 227 i D dur
- QV 1: 38 - flöjtsonat nr 326 i D dur
- QV 1: 39 - flöjtsonat nr 361 i D dur
- QV 1: 40 - flöjtsonat nr 92 i D dur
- QV 1: 41 - flöjtsonat nr 228 i D dur
- QV 1: 42 - flöjtsonat nr 277 i D dur
- QV 1: 43 - flöjtsonat nr 96 i D dur
- QV 1: 44 - flöjtsonat nr 245 i D dur
- QV 1: 45 - flöjtsonat nr 347 i D dur
- QV 1: 46 - flöjtsonat nr 285 i D dur
- QV 1: 47 - flöjtsonat nr 306 i D dur
- QV 1: 48 - flöjtsonat i D dur, Op. 1 nr 4
- QV 1: 49 - flöjtsonat i D dur, Op. 1 nr 6
- QV 1: 50 - flöjtsonat nr 341 i Ess dur
- QV 1: 51 - flöjtsonat nr 270 i Ess dur
- QV 1: 52 - flöjtsonat nr 327 i Ess dur
- QV 1: 53 - sats ur flöjtsonat i Ess dur
- QV 1: 54 - flöjtsonat nr 348 i Ess dur
- QV 1: 55 - flöjtsonat nr 286 i Ess dur
- QV 1: 56 - flöjtsonat nr 94 i Ess dur
- QV 1: 57 - flöjtsonat V i Ess dur
- QV 1: 58a - flöjtsonat nr 98 i Ess dur
- QV 1: 58b - flöjtsonat XVIII i Ess dur
- QV 1: 59 - flöjtsonat nr 279 i Ess dur
- QV 1: 60 - flöjtsonat nr 300 i Ess dur
- QV 1: 61 - flöjtsonat nr 334 i E dur
- QV 1: 62 - flöjtsonat nr 93 i E dur
- QV 1: 63 - flöjtsonat nr 223 i E dur
- QV 1: 64 - flöjtsonat nr 229 i E dur
- QV 1: 65 - flöjtsonat nr 307 i E dur
- QV 1: 66 - flöjtsonat nr 97 i E moll
- QV 1: 67 - flöjtsonat nr 355 i E moll
- QV 1: 68 - flöjtsonat nr 103 i E moll
- QV 1: 69 - flöjtsonat nr 220 i E moll
- QV 1: 70 - flöjtsonat nr 314 i E moll
- QV 1: 71 - flöjtsonat nr 101 i E moll
- QV 1: 72 - flöjtsonat nr 278 i E moll
- QV 1: 73 - flöjtsonat nr 252 i E moll
- QV 1: 74 - flöjtsonat nr 243 i E moll
- QV 1: 75 - flöjtsonat nr 234 i E moll
- QV 1: 76 - flöjtsonat nr 318 i E moll
- QV 1: 77 - flöjtsonat i E moll, Op. 1 nr 5
- QV 1: 78 - flöjtsonat nr 293 i E moll
- QV 1: 79 - flöjtsonat nr 320 i E moll
- QV 1: 80 - flöjtsonat nr 335 i F dur
- QV 1: 81 - flöjtsonat nr 294 i F dur
- QV 1: 82 - flöjtsonat nr 356 i F dur
- QV 1: 83 - flöjtsonat nr 253 i F dur
- QV 1: 84 - flöjtsonat XVIIII i F dur
- QV 1: 85 - flöjtsonat nr 321 i F dur
- QV 1: 86 - flöjtsonat XIII i F dur
- QV 1: 87 - flöjtsonat nr 301 i F dur
- QV 1: 88 - flöjtsonat nr 287 i F dur
- QV 1: 89 - flöjtsonat nr 349 i F dur
- QV 1: 90 - flöjtsonat nr 308 i F dur
- QV 1: 91 - flöjtsonat nr 280 i F dur
- QV 1: 92 - flöjtsonat nr 328 i F dur
- QV 1: 93 - flöjtsonat nr 272 i F dur
- QV 1: 94 - flöjtsonat nr 342 i F dur
- QV 1: 95 - flöjtsonat VI i F moll
- QV 1: 96 - flöjtsonat nr 89 i G dur
- QV 1: 97 - flöjtsonat nr 238 i G dur
- QV 1: 98 - Variationer av Icb scblief da träumte mir i G dur
- QV 1: 99 - flöjtsonat nr 225 i G dur
- QV 1:100 - flöjtsonat nr 244 i G dur
- QV 1:101 - flöjtsonat i G dur
- QV 1:102 - flöjtsonat nr 309 i G dur
- QV 1:103 - flöjtsonat nr 350 i G dur
- QV 1:104 - flöjtsonat nr 254 i G dur
- QV 1:105 - flöjtsonat nr 343 i G dur
- QV 1:106 - flöjtsonat nr 329 i G dur
- QV 1:107 - flöjtsonat nr 88 i G dur
- QV 1:108a - flöjtsonat i G dur
- QV 1:108b - oboesonat i Ess dur
- QV 1:109 - flöjtsonat nr 273 i G dur
- QV 1:110 - flöjtsonat nr 246 i G dur
- QV 1:111 - flöjtsonat nr 232 i G dur
- QV 1:112 - flöjtsonat nr 295 i G dur
- QV 1:113 - flöjtsonat nr 236 i G dur
- QV 1:114 - flöjtsonat nr 233 i G moll
- QV 1:115 - flöjtsonat nr 281 i G moll
- QV 1:116 - flöjtsonat XIV i G moll
- QV 1:117 - flöjtsonat nr 315 i G moll
- QV 1:118 - flöjtsonat nr 288 i G moll
- QV 1:119 - flöjtsonat nr 265 i G moll
- QV 1:120 - flöjtsonat nr 357 i G moll
- QV 1:121 - flöjtsonat XX i G moll
- QV 1:122 - flöjtsonat nr 271 i G moll
- QV 1:123 - flöjtsonat nr 237 i G moll
- QV 1:124 - flöjtsonat nr 302 i G moll
- QV 1:125 - flöjtsonat VII i G moll
- QV 1:126 - flöjtsonat nr 336 i G moll
- QV 1:127 - flöjtsonat nr 322 i G moll
- QV 1:128 - flöjtsonat nr 142 i G moll
- QV 1:129 - flöjtsonat nr 323 i A dur
- QV 1:130 - flöjtsonat nr 289 i A dur
- QV 1:131 - flöjtsonat nr 337 i A dur
- QV 1:132 - flöjtsonat nr 358 i A dur
- QV 1:133 - flöjtsonat nr 224 i A dur
- QV 1:134 - flöjtsonat nr 222 i A dur
- QV 1:135 - flöjtsonat nr 282 i A dur
- QV 1:136 - flöjtsonat nr 296 i A dur
- QV 1:137 - flöjtsonat nr 310 i A dur
- QV 1:138 - flöjtsonat nr 239 i A dur
- QV 1:139 - flöjtsonat nr 344 i A dur
- QV 1:140 - flöjtsonat nr 330 i A dur
- QV 1:141 - flöjtsonat nr 316 i A dur
- QV 1:142 - flöjtsonat nr 266 i A dur
- QV 1:143 - flöjtsonat nr 351 i A dur
- QV 1:144 - flöjtsonat nr 303 i A dur
- QV 1:145 - flöjtsonat nr 274 i A dur
- QV 1:146 - flöjtsonat I i A moll
- QV 1:147 - flöjtsonat nr 99 i A moll
- QV 1:148 - flöjtsonat nr 248 i A moll
- QV 1:149 - flöjtsonat nr 235 i A moll
- QV 1:150 - flöjtsonat nr 230 i A moll
- QV 1:151 - flöjtsonat nr 105 i A moll
- QV 1:152 - flöjtsonat i A moll, Op. 1 nr 1
- QV 1:153 - flöjtsonat nr 102 i B dur, Op. 1 nr 2
- QV 1:154 - flöjtsonat nr 345 i B dur
- QV 1:155 - flöjtsonat nr 304 i B dur
- QV 1:156 - flöjtsonat nr 249 i B dur
- QV 1:157 - flöjtsonat nr 352 i B dur
- QV 1:158 - flöjtsonat nr 290 i B dur
- QV 1:159 - flöjtsonat nr 324 i B dur
- QV 1:160 - flöjtsonat nr 338 i B dur
- QV 1:161 - flöjtsonat nr 275 i B dur
- QV 1:162 - flöjtsonat nr 317 i B dur
- QV 1:163 - flöjtsonat II i B dur
- QV 1:164 - flöjtsonat nr 90 i B dur
- QV 1:165 - flöjtsonat nr 331 i H moll
- QV 1:166 - flöjtsonat nr 311 i H moll
- QV 1:167 - flöjtsonat nr 104 i H moll
- QV 1:168 - flöjtsonat nr 231 i H moll
- QV 1:169 - flöjtsonat nr 267 i H moll
- QV 1:170 - flöjtsonat nr 283 i H moll
- QV 1:171 - flöjtsonat XI i H moll
- QV 1:172 - flöjtsonat nr 203 i H moll
- QV 1:173 - flöjtsonat nr 100 i H moll
- QV 1:174 - flöjtsonat nr 297 i H moll
- QV 1:175 - flöjtsonat nr 359 i H moll
- QV 1:176 - flöjtsonat nr 240 i H moll
- QV 1:177 - Stycke för flöjt & generalbas I
- QV 1:178 - Stycke för flöjt & generalbas II
- QV 1:179 - flöjtsonat i C moll
- QV 1:180 - flöjtsonat i G dur
- QV 1:181 - flöjtsonat i G dur
- QV 1:182 - flöjtsonat i E moll
- QV 1:183 - flöjtsonat i G moll
- QV 1:184 - flöjtsonat i D dur
- QV 1:Anb. 1 - flöjtsonat i C dur (försvunnen)
- QV 1:Anb. 2 - flöjtsonat i C dur
- QV 1:Anb. 3 - flöjtsonat i C dur
- QV 1:Anb. 4 - flöjtsonat i C dur
- QV 1:Anb. 5 - flöjtsonat i C moll
- QV 1:Anb. 6 - flöjtsonat i D dur
- QV 1:Anb. 7 - flöjtsonat i D dur (försvunnen)
- QV 1:Anb. 8 - flöjtsonat i D dur
- QV 1:Anb. 9a - flöjtsonat i D dur
- QV 1:Anb. 9b - flöjtsonat i D dur
- QV 1:Anb.10 - flöjtsonat i D dur
- QV 1:Anb.11 - flöjtsonat i D dur (försvunnen)
- QV 1:Anb.12 - flöjtsonat i D dur
- QV 1:Anb.13 - flöjtsonat i D dur
- QV 1:Anb.14a - flöjtsonat i D dur
- QV 1:Anb.14b - flöjtsonat i D dur
- QV 1:Anb.15 - flöjtsonat i D dur
- QV 1:Anb.16 - flöjtsonat i D moll
- QV 1:Anb.17 - flöjtsonat i Ess dur (försvunnen)
- QV 1:Anb.18 - flöjtsonat i E moll
- QV 1:Anb.19 - flöjtsonat i E moll
- QV 1:Anb.20 - flöjtsonat i E moll
- QV 1:Anb.21 - flöjtsonat i E moll
- QV 1:Anb.22 - flöjtsonat i E moll
- QV 1:Anb.23 - flöjtsonat i E moll
- QV 1:Anb.24 - flöjtsonat i G dur
- QV 1:Anb.25 - flöjtsonat i G dur
- QV 1:Anb.26 - flöjtsonat i G dur
- QV 1:Anb.27 - flöjtsonat i G dur
- QV 1:Anb.28 - flöjtsonat i G dur (försvunnen)
- QV 1:Anb.29 - flöjtsonat i G dur
- QV 1:Anb.30 - flöjtsonat i G dur
- QV 1:Anb.31 - flöjtsonat i G dur
- QV 1:Anb.32 - flöjtsonat i G dur
- QV 1:Anb.33 - flöjtsonat i G dur
- QV 1:Anb.34 - flöjtsonat i G dur
- QV 1:Anb.35 - flöjtsonat i G dur
- QV 1:Anb.36 - flöjtsonat i G dur
- QV 1:Anb.37 - flöjtsonat i A moll
- QV 1:Anb.38 - flöjtsonat i A moll
- QV 1:Anb.39 - fagottsonat i B dur
- QV 1:Anb.40 - oboesonat i B dur (försvunnen)
- QV 1:Anb.41 - flöjtsonat i B dur
- QV 1:Anb.42 - flöjtsonat i H moll
- QV 1:Anb.43 - flöjtsonat i H moll
- QV 1:Anb.44 - flöjtsonat i H moll
- QV 1:Anb.45 - 4 flöjtsonater

### Triosonater
- QV 2: 1 - Sonat för flöjt, violin (flöjt) & generalbas Op. 3 Nr 3 i C dur
- QV 2: 2 - Sonat för flöjt, blockflöjt & generalbas i C dur
- QV 2: 3 - Sonat för 2 flöjter & generalbas i C moll
- QV 2: 4 - Sonat för flöjt, viola d'amore & generalbas i C moll
- QV 2: 5 - Sonat för flöjt, oboe & generalbas i C moll
- QV 2: 6 - Sonat för 2 flöjter & generalbas Op. 3 Nr 2 i D dur
- QV 2: 7 - Sonat för 2 flöjter & generalbas i D dur
- QV 2: 8 - Sonat för 2 flöjter & generalbas i D dur
- QV 2: 9 - Sonat för flöjt, violin & generalbas i D dur
- QV 2:10 - Sonat för flöjt, violin & generalbas Op. 3 Nr 6 i D dur
- QV 2:11 - Sonat för 2 flöjter & generalbas i D dur (försvunnen)
- QV 2:12 - Sonat för 2 flöjter & generalbas i D dur
- QV 2:13 - Sonat för 2 flöjter & generalbas i D dur
- QV 2:14 - Sonat för flöjt, (violin) & cembalo (generalbas) i D dur
- QV 2:15 - Sonat för 2 flöjter & generalbas i D dur
- QV 2:16 - Sonat för flöjt, violin & generalbas i D moll
- QV 2:17 - Sonat för 2 flöjter & generalbas i Ess dur
- QV 2:18 - Sonat för flöjt, (violin) & cembalo (generalbas) i Ess dur
- QV 2:19 - Sonat för 2 flöjter & generalbas i E moll
- QV 2:20 - Sonat för flöjt, violin & generalbas i E moll
- QV 2:21 - Sonat för flöjt, (violin) & cembalo (generalbas) i E moll
- QV 2:22 - Sonat för flöjt, violin (flöjt) & generalbas i E moll
- QV 2:23 - Sonat för 2 flöjter, oboes eller violiner & generalbas Op. 3 Nr 5 i E moll
- QV 2:24 - Sonat för flöjt, (violin) & cembalo (generalbas) i F dur
- QV 2:25 - Sonat för flöjt, violin (flöjt) & generalbas i F moll
- QV 2:26 - Sonat för flöjt, oboe d'amore (violin) & generalbas i G dur
- QV 2:27 - Sonat för oboe, violin & generalbas i G dur
- QV 2:28 - Sonat för flöjt, (violin) & cembalo (generalbas) i G dur
- QV 2:29 - Sonat för flöjt, violin & generalbas i G dur
- QV 2:30 - Sonat för oboe, cello (fagott) & generalbas i G dur
- QV 2:31 - Sonat för flöjt, oboe (violin) & generalbas Op. 3 Nr 1 i G dur
- QV 2:32 - Sonat för 2 flöjter & generalbas Op. 3 Nr 4 i G dur
- QV 2:33 - Sonat för flöjt, violin (flöjt) & generalbas i G dur
- QV 2:34 - Sonat för flöjt, violin & generalbas i G moll
- QV 2:35 - Sonat för flöjt, (violin) & cembalo (generalbas) i G moll
- QV 2:36 - Sonat för 2 flöjter & generalbas i A dur
- QV 2:37 - Sonat för 2 violiner (flöjter) & generalbas i A dur
- QV 2:38 - Sonat för 2 flöjter, oboes eller violiner & generalbas i A dur
- QV 2:39 - Sonat för flöjt, violin (flöjt) & generalbas i A moll
- QV 2:40 - Sonat för 2 flöjter & generalbas i A moll
- QV 2:41a - Sonat för 2 flöjter & generalbas i A moll
- QV 2:41b - Sonat för 2 oboes & generalbas i G moll
- QV 2:42 - Sonat för flöjt, violin (flöjt) & generalbas i B dur
- QV 2:43 - Sonat för flöjt, violin (flöjt) & generalbas i H moll
- QV 2:Anb.1 - Marsch för 2 oboer & fagott i Ess dur
- QV 2:Anb.2 - Sonat för 2 flöjter (oboe & violin) & generalbas i E moll
- QV 2:Anb.3 - Sonat för flöjt, violin (flöjt) & generalbas i G dur
- QV 2:Anb.4 - Sonat för flöjt, violin & generalbas i G dur

### Flöjtsolo
Den tredje gruppen kompositioner är komponerade för 1 till 3 flöjter utan generalbas.

- QV 3:1. 1 - Fantasi för flöjt solo i C dur
- QV 3:1. 2 - Fantasi för flöjt solo i C dur
- QV 3:1. 3 - Vivace alla Francese för flöjt solo i D dur
- QV 3:1. 4 - Capricio för flöjt solo i D dur
- QV 3:1. 5 - Fantasi för flöjt solo i D dur
- QV 3:1. 6 - Capricio för flöjt solo i D dur
- QV 3:1. 7 - Praeludium för flöjt solo i D dur
- QV 3:1. 8 - Capricio I för flöjt solo i D moll
- QV 3:1. 9 - Fantasi för flöjt solo i E moll
- QV 3:1.10 - Capricio II för flöjt solo i E moll
- QV 3:1.11 - Fantasi för flöjt solo i E moll
- QV 3:1.12 - Capricio för flöjt solo i F dur
- QV 3:1.13 - Capricio för flöjt solo i G dur
- QV 3:1.14 - Capricio VI för flöjt solo i G dur
- QV 3:1.15 - Capricio IV för flöjt solo i G dur
- QV 3:1.16 - Allegretto con variazioni för flöjt solo i G dur
- QV 3:1.17 - Capricio V för flöjt solo i G dur
- QV 3:1.18 - Presto för flöjt solo i G dur
- QV 3:1.19 - Capricio VII för flöjt solo i A moll
- QV 3:1.20 - Menuetto för flöjt solo i B dur
- QV 3:1.21 - Capricio VIII för flöjt solo i B dur
- QV 3:1.22 - Adagio för flöjt solo i H moll
- QV 3:1.23 - Presto för flöjt solo i H moll
- QV 3:1.24 - Fantasi för flöjt solo i H moll
- QV 3:2.1 - flöjtduett Op. 2 Nr 4 i C dur
- QV 3:2.2 - flöjtduett Op. 2 Nr 5 i D dur
- QV 3:2.3 - flöjtduett Op. 2 Nr 6 i E moll
- QV 3:2.4 - flöjtduett Op. 2 Nr 1 i G dur
- QV 3:2.5 - flöjtduett Op. 2 Nr 2 i A moll
- QV 3:2.6 - flöjtduett Op. 2 Nr 3 i H moll
- QV 3:2.Anb. 1 - Menuett för flöjtduett i D dur
- QV 3:2.Anb. 2 - flöjtduett Op. 5 Nr 3 i D dur
- QV 3:2.Anb. 3 - flöjtduett Op. 5 Nr 2 i D dur
- QV 3:2.Anb. 4 - flöjtduett Op. 5 Nr 6 i E moll
- QV 3:2.Anb. 5 - flöjtduett Op. 5 Nr 4 i G dur
- QV 3:2.Anb. 6 - flöjtduett Op. 5 Nr 1 i A dur
- QV 3:2.Anb. 7 - flöjtduett Op. 5 Nr 5 i A moll
- QV 3:2.Anb. 8 - 7 duetter för flöjt
- QV 3:2.Anb. 9 - 6 duetter för flöjt (försvunnen)
- QV 3:2.Anb.10 - 9 Duettino för flöjter
- QV 3:3.1 - Sonat för 3 flöjter i D dur
- QV 3:3.2 - Sonat för 3 flöjter i D dur
- QV 3:3.3 - Sonat för 3 flöjter i D dur

### Flöjtkonserter
Flöjtkonserterna är indelade i två kataloger. Den ena med viola i stråkackompanjemang, den andra utan viola.

#### Flöjtkonserter utan viola
Instrumentation: flöjt, solo; 2 violiner och Figurerad generalbas.

- QV 4:1 - Konsert Nr 14 för flöjt i D dur
- QV 4:2 - Konsert Nr 25 för flöjt i Ess dur
- QV 4:3 - Konsert Nr 13 för flöjt i E moll
- QV 4:4 - Konsert Nr 11 för flöjt i G dur
- QV 4:5 - Konsert Nr 69 för flöjt i G dur
- QV 4:6 - Konsert Nr 12 för flöjt i A dur
- QV 4:7 - Konsert Nr 102 för flöjt i H moll

#### Flöjtkonserter med viola
Instrumentation: flöjt, solo; 2 violiner, viola och figurerad generalbas.

- QV 5: 1 - Konsert Nr 72 för flöjt i C dur
- QV 5: 2 - Konsert Nr 71 för flöjt i C dur
- QV 5: 3 - Konsert Nr 100 för flöjt i C dur (försvunnen)
- QV 5: 4 - Konsert Nr 202 för flöjt i C dur
- QV 5: 5 - Konsert Nr 94 för flöjt i C dur
- QV 5: 6 - Konsert Nr 156 för flöjt i C dur
- QV 5: 7 - Konsert Nr 237 för flöjt i C dur
- QV 5: 8 - Konsert Nr 24 för flöjt i C dur
- QV 5: 9 - Konsert Nr 63 för flöjt i C dur (försvunnen)
- QV 5: 10 - Konsert Nr 118 för flöjt i C dur
- QV 5: 11 - Konsert Nr 134 för flöjt i C dur
- QV 5: 12 - Konsert Nr 223 för flöjt i C dur
- QV 5: 13 - Konsert Nr 23 för flöjt i C dur
- QV 5: 14 - Konsert Nr 137 för flöjt i C dur
- QV 5: 15 - Konsert Nr 188 för flöjt i C dur
- QV 5: 16 - Konsert Nr 293 för flöjt i C dur
- QV 5: 17 - Konsert Nr 265 för flöjt i C dur
- QV 5: 18 - Konsert Nr 172 för flöjt i C dur (försvunnen)
- QV 5: 19 - Konsert Nr 36 för flöjt i C dur
- QV 5: 20 - Konsert Nr 279 för flöjt i C dur
- QV 5: 21 - Konsert Nr 251 för flöjt i C dur
- QV 5: 22 - Konsert Nr 209 för flöjt i C dur
- QV 5: 23 - Konsert Nr 272 för flöjt i C dur
- QV 5: 24 - Konsert Nr 244 för flöjt i C moll
- QV 5: 25 - Konsert Nr 216 för flöjt i C moll
- QV 5: 26 - Konsert Nr 153 för flöjt i C moll
- QV 5: 27 - Konsert Nr 53 för flöjt i C moll (försvunnen)
- QV 5: 28 - Konsert Nr 181 för flöjt i C moll
- QV 5: 29 - Konsert Nr 164 för flöjt i C moll (försvunnen)
- QV 5: 30 - Konsert Nr 119 för flöjt i C moll (försvunnen)
- QV 5: 31 - Konsert Nr 54 för flöjt i C moll (försvunnen)
- QV 5: 32 - Konsert Nr 108 för flöjt i C moll
- QV 5: 33 - Konsert Nr 230 för flöjt i C moll
- QV 5: 34 - Konsert Nr 258 för flöjt i C moll
- QV 5: 35 - Konsert Nr 147 för flöjt i C moll
- QV 5: 36 - Konsert Nr 7 för flöjt i C moll
- QV 5: 37 - Konsert Nr 286 för flöjt i C moll
- QV 5: 38 - Konsert Nr 300 för flöjt i C moll
- QV 5: 39 - Konsert Nr 195 för flöjt i C moll
- QV 5: 40 - Konsert Nr 26 för flöjt i D dur
- QV 5: 41 - Konsert Nr 182 för flöjt i D dur
- QV 5: 42 - Konsert Nr 101 för flöjt i D dur (försvunnen)
- QV 5: 43 - Konsert Nr 40 för flöjt i D dur
- QV 5: 44 - Konsert Nr 231 för flöjt i D dur
- QV 5: 45 - Konsert Nr 144 för flöjt i D dur
- QV 5: 46 - Konsert Nr 116 för flöjt i D dur
- QV 5: 47 - Konsert Nr 92 för flöjt i D dur
- QV 5: 48 - Konsert Nr 78 för flöjt i D dur
- QV 5: 49 - Konsert Nr 45 för flöjt i D dur
- QV 5: 50 - Konsert Nr 259 för flöjt i D dur
- QV 5: 51 - Konsert Nr 82 för flöjt i D dur (1st version)
- QV 5: 52 - Konsert Nr 82 för flöjt i D dur (2nd version)
- QV 5: 53 - Konsert Nr 28 för flöjt i D dur
- QV 5: 54 - Konsert Nr 17 för flöjt i D dur
- QV 5: 55 - Konsert Nr 127 för flöjt i D dur
- QV 5: 56 - Konsert Nr 110 för flöjt i D dur (försvunnen)
- QV 5: 57 - Konsert Nr 42 för flöjt i D dur
- QV 5: 58 - Konsert Nr 75 för flöjt i D dur
- QV 5: 59 - Konsert Nr 217 för flöjt i D dur
- QV 5: 60 - Konsert Nr 203 för flöjt i D dur
- QV 5: 61 - Konsert Nr 294 för flöjt i D dur
- QV 5: 62 - Konsert Nr 41 för flöjt i D dur
- QV 5: 63 - Konsert Nr 224 för flöjt i D dur
- QV 5: 64 - Konsert Nr 252 för flöjt i D dur
- QV 5: 65 - Konsert Nr 238 för flöjt i D dur
- QV 5: 66 - Konsert Nr 157 för flöjt i D dur
- QV 5: 67 - Konsert Nr 266 för flöjt i D dur
- QV 5: 68 - Konsert Nr 245 för flöjt i D dur
- QV 5: 69 - Konsert Nr 22 för flöjt i D dur
- QV 5: 70 - Konsert Nr 173 för flöjt i D dur (försvunnen)
- QV 5: 71 - Konsert Nr 196 för flöjt i D dur
- QV 5: 72 - Konsert Nr 280 för flöjt i D dur
- QV 5: 73 - Konsert Nr 15 för flöjt i D dur
- QV 5: 74 - Konsert Nr 70 för flöjt i D dur
- QV 5: 75 - Konsert Nr 29 för flöjt i D dur
- QV 5: 76 - Konsert Nr 210 för flöjt i D dur
- QV 5: 77 - Konsert Nr 287 för flöjt i D dur
- QV 5: 78 - Konsert Nr 273 för flöjt i D dur
- QV 5: 79 - Konsert Nr 121 för flöjt i D moll (försvunnen)
- QV 5: 80 - Konsert Nr 30 för flöjt i D moll
- QV 5: 81 - Konsert Nr 113 för flöjt i D moll
- QV 5: 82 - Konsert Nr 189 för flöjt i D moll
- QV 5: 83 - Konsert Nr 37 för flöjt i D moll
- QV 5: 84 - Konsert Nr 165 för flöjt i D moll (försvunnen)
- QV 5: 85 - Konsert Nr 140 för flöjt i D moll
- QV 5: 86 - Konsert Nr 38 för flöjt i D moll
- QV 5: 87 - Konsert Nr 73 för flöjt i D moll
- QV 5: 88 - Konsert Nr 139 för flöjt i D moll
- QV 5: 89 - Konsert Nr 109 för flöjt i Ess dur
- QV 5: 90 - Konsert Nr 260 för flöjt i Ess dur
- QV 5: 91 - Konsert Nr 175 för flöjt i Ess dur (försvunnen)
- QV 5: 92 - Konsert Nr 55 för flöjt i Ess dur (försvunnen)
- QV 5: 93 - Konsert Nr 143 för flöjt i Ess dur
- QV 5: 94 - Konsert Nr 211 för flöjt i Ess dur
- QV 5: 95 - Konsert Nr 159 för flöjt i Ess dur
- QV 5: 96 - Konsert Nr 122 för flöjt i Ess dur (försvunnen)
- QV 5: 97 - Konsert Nr 246 för flöjt i Ess dur
- QV 5: 98 - Konsert Nr 267 för flöjt i Ess dur
- QV 5: 99 - Konsert Nr 281 för flöjt i Ess dur
- QV 5:100 - Konsert Nr 218 för flöjt i Ess dur
- QV 5:101 - Konsert Nr 8 för flöjt i Ess dur
- QV 5:102 - Konsert Nr 190 för flöjt i Ess dur
- QV 5:103 - Konsert Nr 204 för flöjt i Ess dur
- QV 5:104 - Konsert Nr 232 för flöjt i Ess dur
- QV 5:105 - Konsert Nr 166 för flöjt i Ess dur (försvunnen)
- QV 5:106 - Konsert Nr 288 för flöjt i Ess dur
- QV 5:107 - Konsert Nr 178 för flöjt i E dur
- QV 5:108 - Konsert Nr 146 för flöjt i E dur
- QV 5:109 - Konsert Nr 112 för flöjt i E moll (försvunnen)
- QV 5:110 - Konsert Nr 274 för flöjt i E moll
- QV 5:111 - Konsert Nr 158 för flöjt i E moll
- QV 5:112 - Konsert Nr 197 för flöjt i E moll
- QV 5:113 - Konsert Nr 21 för flöjt i E moll
- QV 5:114 - Konsert Nr 167 för flöjt i E moll (försvunnen)
- QV 5:115 - Konsert Nr 160 för flöjt i E moll
- QV 5:116 - Konsert Nr 114 för flöjt i E moll
- QV 5:117 - Konsert Nr 129 för flöjt i E moll
- QV 5:118 - Konsert Nr 1 för flöjt i E moll
- QV 5:119 - Konsert Nr 62 för flöjt i E moll (försvunnen)
- QV 5:120 - Konsert Nr 57 för flöjt i E moll
- QV 5:121 - Konsert Nr 83 för flöjt i E moll
- QV 5:122 - Konsert Nr 225 för flöjt i E moll
- QV 5:123 - Konsert Nr 142 för flöjt i E moll
- QV 5:124 - Konsert Nr 95 för flöjt i E moll
- QV 5:125 - Konsert Nr 174 för flöjt i E moll (försvunnen)
- QV 5:126 - Konsert Nr 253 för flöjt i E moll
- QV 5:127 - Konsert Nr 32 för flöjt i E moll
- QV 5:128 - Konsert Nr 10 för flöjt i E moll
- QV 5:129 - Konsert Nr 131 för flöjt i E moll
- QV 5:130 - Konsert Nr 183 för flöjt i E moll
- QV 5:131 - Konsert Nr 80 för flöjt i E moll
- QV 5:132 - Konsert Nr 39 för flöjt i E moll
- QV 5:133 - Konsert Nr 239 för flöjt i E moll
- QV 5:134 - Konsert Nr 48 för flöjt i E moll (försvunnen)
- QV 5:135 - Konsert Nr 33 för flöjt i E moll
- QV 5:136 - Konsert Nr 93 för flöjt i E moll
- QV 5:137 - Konsert Nr 295 för flöjt i E moll
- QV 5:138 - Konsert Nr 6 för flöjt i F dur
- QV 5:139 - Konsert Nr 103 för flöjt i F dur
- QV 5:140 - Konsert Nr 176 för flöjt i F dur (försvunnen)
- QV 5:141 - Konsert Nr 254 för flöjt i F dur
- QV 5:142 - Konsert Nr 168 för flöjt i F dur (försvunnen)
- QV 5:143 - Konsert Nr 126 för flöjt i F dur
- QV 5:144 - Konsert Nr 135 för flöjt i F dur
- QV 5:145 - Konsert Nr 247 för flöjt i F dur
- QV 5:146 - Konsert Nr 138 för flöjt i F dur
- QV 5:147 - Konsert Nr 240 för flöjt i F dur
- QV 5:148 - Konsert Nr 44 för flöjt i F dur
- QV 5:149 - Konsert Nr 191 för flöjt i F dur
- QV 5:150 - Konsert Nr 233 för flöjt i F dur
- QV 5:151 - Konsert Nr 212 för flöjt i F dur
- QV 5:152 - Konsert Nr 219 för flöjt i F dur
- QV 5:153 - Konsert Nr 282 för flöjt i F dur
- QV 5:154 - Konsert Nr 296 för flöjt i F dur
- QV 5:155 - Konsert Nr 205 för flöjt i F dur
- QV 5:156 - Konsert Nr 261 för flöjt i F dur
- QV 5:157 - Konsert Nr 275 för flöjt i F dur
- QV 5:158 - Konsert Nr 268 för flöjt i F dur
- QV 5:159 - Konsert Nr 226 för flöjt i F dur
- QV 5:160 - Konsert Nr 154 för flöjt i F dur
- QV 5:161 - Konsert Nr 198 för flöjt i F dur
- QV 5:162 - Konsert Nr 184 för flöjt i F dur
- QV 5:163 - Konsert Nr 289 för flöjt i F dur
- QV 5:164 - Konsert Nr 50 för flöjt i G dur (försvunnen)
- QV 5:165 - Konsert Nr 151 för flöjt i G dur
- QV 5:166 - Konsert Nr 117 för flöjt i G dur (försvunnen)
- QV 5:167 - Konsert Nr 81 för flöjt i G dur
- QV 5:168 - Konsert Nr 27 för flöjt i G dur
- QV 5:169 - Konsert Nr 128 för flöjt i G dur
- QV 5:170 - Konsert Nr 96 för flöjt i G dur
- QV 5:171 - Konsert Nr 107 för flöjt i G dur (försvunnen)
- QV 5:172 - Konsert Nr 98 för flöjt i G dur
- QV 5:173 - Konsert Nr 84 för flöjt i G dur
- QV 5:174 - Konsert Nr 161 för flöjt i G dur
- QV 5:175 - Konsert Nr 241 för flöjt i G dur
- QV 5:176 - Konsert Nr 136 för flöjt i G dur
- QV 5:177 - Konsert Nr 213 för flöjt i G dur
- QV 5:178 - Konsert Nr 104 för flöjt i G dur
- QV 5:179 - Konsert Nr 20 för flöjt i G dur
- QV 5:180 - Konsert Nr 192 för flöjt i G dur
- QV 5:181 - Konsert Nr 148 för flöjt i G dur
- QV 5:182 - Konsert Nr 283 för flöjt i G dur
- QV 5:183 - Konsert Nr 35 för flöjt i G dur
- QV 5:184 - Konsert Nr 58 för flöjt i G dur
- QV 5:185 - Konsert Nr 68 för flöjt i G dur
- QV 5:186 - Konsert Nr 177 för flöjt i G dur
- QV 5:187 - Konsert Nr 276 för flöjt i G dur
- QV 5:188 - Konsert Nr 66 för flöjt i G dur
- QV 5:189 - Konsert Nr 227 för flöjt i G dur
- QV 5:190 - Konsert Nr 206 för flöjt i G dur
- QV 5:191 - Konsert Nr 255 för flöjt i G dur
- QV 5:192 - Konsert Nr 192 för flöjt i G moll
- QV 5:193 - Konsert Nr 132 för flöjt i G moll
- QV 5:194 - Konsert Nr 234 för flöjt i G moll
- QV 5:195 - Konsert Nr 248 för flöjt i G moll
- QV 5:196 - Konsert Nr 262 för flöjt i G moll
- QV 5:197 - Konsert Nr 115 för flöjt i G moll (försvunnen)
- QV 5:198 - Konsert Nr 169 för flöjt i G moll (försvunnen)
- QV 5:199 - Konsert Nr 52 för flöjt i G moll (försvunnen)
- QV 5:200 - Konsert Nr 290 för flöjt i G moll
- QV 5:201 - Konsert Nr 185 för flöjt i G moll
- QV 5:202 - Konsert Nr 43 för flöjt i G moll
- QV 5:203 - Konsert Nr 220 för flöjt i G moll
- QV 5:204 - Konsert Nr 150 för flöjt i G moll
- QV 5:205 - Konsert Nr 19 för flöjt i G moll
- QV 5:206 - Konsert Nr 97 för flöjt i G moll
- QV 5:207 - Konsert Nr 199 för flöjt i G moll
- QV 5:208 - Konsert Nr 269 för flöjt i G moll
- QV 5:209 - Konsert Nr 67 för flöjt i A dur
- QV 5:210 - Konsert Nr 76 för flöjt i A dur
- QV 5:211 - Konsert Nr 242 för flöjt i A dur
- QV 5:212 - Konsert Nr 221 för flöjt i A dur
- QV 5:213 - Konsert Nr 125 för flöjt i A dur
- QV 5:214 - Konsert Nr 130 för flöjt i A dur
- QV 5:215 - Konsert Nr 214 för flöjt i A dur
- QV 5:216 - Konsert Nr 249 för flöjt i A dur
- QV 5:217 - Konsert Nr 186 för flöjt i A dur
- QV 5:218 - Konsert Nr 85 för flöjt i A dur
- QV 5:219 - Konsert Nr 64 för flöjt i A dur (försvunnen)
- QV 5:220 - Konsert Nr 298 för flöjt i A dur
- QV 5:221 - Konsert Nr 270 för flöjt i A dur
- QV 5:222 - Konsert Nr 152 för flöjt i A dur
- QV 5:223 - Konsert Nr 200 för flöjt i A dur
- QV 5:224 - Konsert Nr 256 för flöjt i A dur
- QV 5:225 - Konsert Nr 111 för flöjt i A dur
- QV 5:226 - Konsert Nr 291 för flöjt i A dur
- QV 5:227 - Konsert Nr 263 för flöjt i A dur
- QV 5:228 - Konsert Nr 277 för flöjt i A dur
- QV 5:229 - Konsert Nr 170 för flöjt i A dur (försvunnen)
- QV 5:230 - Konsert Nr 207 för flöjt i A dur
- QV 5:231 - Konsert Nr 235 för flöjt i A dur
- QV 5:232 - Konsert Nr 284 för flöjt i A dur
- QV 5:233 - Konsert Nr 149 för flöjt i A moll
- QV 5:234 - Konsert Nr 162 för flöjt i A moll
- QV 5:235 - Konsert Nr 105 för flöjt i A moll (försvunnen)
- QV 5:236 - Konsert Nr 193 för flöjt i A moll
- QV 5:237 - Konsert Nr 228 för flöjt i A moll
- QV 5:238 - Konsert Nr 123 för flöjt i A moll (försvunnen)
- QV 5:239 - Konsert Nr 34 för flöjt i A moll
- QV 5:240 - Konsert Nr 179 för flöjt i A moll
- QV 5:241 - Konsert Nr 49 för flöjt i A moll (försvunnen)
- QV 5:242 - Konsert Nr 16 för flöjt i A moll
- QV 5:243 - Konsert Nr 9 för flöjt i B dur
- QV 5:244 - Konsert Nr 243 för flöjt i B dur
- QV 5:245 - Konsert Nr 180 för flöjt i B dur
- QV 5:246 - Konsert Nr 133 för flöjt i B dur
- QV 5:247 - Konsert Nr 163 för flöjt i B dur (försvunnen)
- QV 5:248 - Konsert Nr 106 för flöjt i B dur
- QV 5:249 - Konsert Nr 124 för flöjt i B dur (försvunnen)
- QV 5:250 - Konsert Nr 51 för flöjt i B dur (försvunnen)
- QV 5:251 - Konsert Nr 278 för flöjt i B dur
- QV 5:252 - Konsert Nr 257 för flöjt i B dur
- QV 5:253 - Konsert Nr 155 för flöjt i B dur
- QV 5:254 - Konsert Nr 215 för flöjt i B dur
- QV 5:255 - Konsert Nr 208 för flöjt i B dur
- QV 5:256 - Konsert Nr 271 för flöjt i B dur
- QV 5:257 - Konsert Nr 229 för flöjt i B dur
- QV 5:258 - Konsert Nr 292 för flöjt i B dur
- QV 5:259 - Konsert Nr 194 för flöjt i B dur
- QV 5:260 - Konsert Nr 299 för flöjt i B dur
- QV 5:261 - Konsert Nr 65 för flöjt i H moll
- QV 5:262 - Konsert Nr 77 för flöjt i H moll
- QV 5:263 - Konsert Nr 5 för flöjt i H moll
- QV 5:264 - Konsert Nr 250 för flöjt i H moll
- QV 5:265 - Konsert Nr 61 för flöjt i H moll (försvunnen)
- QV 5:266 - Konsert Nr 120 för flöjt i H moll (försvunnen)
- QV 5:267 - Konsert Nr 47 för flöjt i H moll
- QV 5:268 - Konsert Nr 141 för flöjt i H moll
- QV 5:269 - Konsert Nr 145 för flöjt i H moll
- QV 5:270 - Konsert Nr 99 för flöjt i H moll
- QV 5:271 - Konsert Nr 201 för flöjt i H moll
- QV 5:272 - Konsert Nr 187 för flöjt i H moll
- QV 5:273 - Konsert Nr 56 för flöjt i H moll (försvunnen)
- QV 5:274 - Konsert Nr 264 för flöjt i H moll
- QV 5:275 - Konsert Nr 285 för flöjt i H moll
- QV 5:276 - Konsert Nr 74 för flöjt i H moll
- QV 5:277 - Konsert Nr 171 för flöjt i H moll (försvunnen)
- QV 5:278 - Konsert Nr 18 för flöjt i H moll
- QV 5:279 - Konsert Nr 46 för flöjt i H moll
- QV 5:280 - Konsert Nr 222 för flöjt i H moll
- QV 5:281 - Konsert Nr 236 för flöjt i H moll
- QV 5:Anb. 1 - Konsert för flöjt i C dur
- QV 5:Anb. 2 - Konsert Nr 86 för flöjt i C dur
- QV 5:Anb. 3 - Konsert för flöjt i C dur (försvunnen)
- QV 5:Anb. 4 - Konsert för flöjt i C moll (försvunnen)
- QV 5:Anb. 5 - Konsert Nr 3 för flöjt i D dur (försvunnen)
- QV 5:Anb. 6 - Konsert för flöjt i D dur
- QV 5:Anb. 7 - Konsert för flöjt i D dur (försvunnen)
- QV 5:Anb. 8 - Konsert för flöjt i D dur
- QV 5:Anb. 9 - Konsert för flöjt i D dur
- QV 5:Anb.10 - Konsert för flöjt i D dur
- QV 5:Anb.11 - Konsert för oboe i D moll
- QV 5:Anb.12 - Konsert för born i Ess dur (boffmann)
- QV 5:Anb.13 - Konsert för born i Ess dur
- QV 5:Anb.14 - Konsert för born i Ess dur
- QV 5:Anb.15 - Konsert för flöjt i E moll
- QV 5:Anb.16 - Konsert för oboe i F dur (försvunnen)
- QV 5:Anb.17 - Konsert Nr 2 för flöjt i G dur
- QV 5:Anb.18 - Konsert för flöjt i G dur
- QV 5:Anb.19 - Konsert för flöjt i G dur
- QV 5:Anb.20 - Konsert för flöjt i G dur
- QV 5:Anb.21 - Konsert för flöjt i G dur (försvunnen)
- QV 5:Anb.22 - Konsert för flöjt i G dur (Adam)
- QV 5:Anb.23 - Konsert för flöjt i A dur (försvunnen)
- QV 5:Anb.24 - Konsert Nr 79 för flöjt i A dur
- QV 5:Anb.25 - Konsert för oboe i B dur
- QV 5:Anb.26 - Konsert för flöjt i H moll

### Andra orkestrala verk
- QV 6:1 - Konsert Nr 60 för 2 flöjter i D dur
- QV 6:2 - Konsert för flöjt & violin i D dur
- QV 6:3 - Konsert Nr 59 för flöjt, oboe & violin i E moll
- QV 6:4 - Pastorale i G dur
- QV 6:5 - Konsert Nr 89 för 2 flöjter i G dur
- QV 6:6 - Konsert Nr 4 a 10 i G dur
- QV 6:7 - Konsert för 2 flöjter i G dur
- QV 6:8 - Konsert för 2 flöjter i G moll
- QV 6:Anb.1 - Sinfonia i D dur
- QV 6:Anb.2 - Konsert a 10 i G dur

### Arior och sånger
- QV 7: 1 - Aria för soprano: Sembra cbe il ruscelletto i D dur
- QV 7: 2 - Aria för soprano: Padre perdona i Ess dur
- QV 7: 3 - Lied: Die Wabl einer Geliebten i C dur
- QV 7: 4 - Lied: Die geliebte Verzweiflung i Ess dur
- QV 7: 5 - Lied: Die Vergötterung i G dur
- QV 7: 6 - Lied: An eine kleine Scböne i G dur
- QV 7: 7 - Lied: Das Pantbeon i B dur
- QV 7: 8 - Lied: Der Durstige i B dur
- QV 7: 9 - Lied: Die Liebe der Feinde i C dur
- QV 7:10 - Lied: Trost eines scbwermütbigen Cbristen i C moll
- QV 7:11 - Lied: Das Gebet i D dur
- QV 7:12 - Lied: Danklied i D dur
- QV 7:13 - Lied: Auf die bimmelfabrt des Erlösers i D dur
- QV 7:14 - Lied: Trost der Erlösung i D moll
- QV 7:15 - Lied: Von der Quelle der guten Werke i Ess dur
- QV 7:16 - Lied: Die Ebre Gottes aus der Natur i E dur
- QV 7:17 - Lied: Zufriedenbeit mit seinem Zustande i E moll
- QV 7:18 - Lied: Warnung vor der Wollust i F dur
- QV 7:19 - Lied: Erweckung zur busse i F dur
- QV 7:20 - Lied: Das Glück eines guten Gewissens i F dur
- QV 7:21 - Lied: Das natürlicbe Verderben des Menscben i F dur
- QV 7:22 - Lied: Der Weg des Frommen i G dur
- QV 7:23 - Lied: beständige Erinnerung des Todes i G dur
- QV 7:24 - Lied: Um Ergebung i den göttlicben Willen i G moll
- QV 7:25 - Lied: Die Güte Gottes i A dur
- QV 7:26 - Lied: Demutb i A dur
- QV 7:27 - Lied: busslied i A moll
- QV 7:28 - Lied: Am Geburtstage i B dur
- QV 7:29 - Lied: Wider den ‹bermutb i B dur
- QV 7:30 - Lied: Gottes Macbt und Vorsebung i B dur
- QV 7:Anb.1 - Lied: An eine kleine Scböne i E dur
- QV 7:Anb.2 - Selig sind des bimmels Erben i C moll

### Nyligen upptäckta verk
De sex flöjtkvartetterna upptäcktes av Ann Oleskiewicz i Tbe Berlin Singakademie zu Berlin efter att de var tillbaka i Tyskland år 2001.

- Flöjtkvartett Nr 1 i D dur
- Flöjtkvartett Nr 2 i E moll
- Flöjtkvartett Nr 3 i G dur
- Flöjtkvartett Nr 4 i G moll
- Flöjtkvartett Nr 5 i C dur
- Flöjtkvartett Nr 6 i H moll